# Alcanzar una estrella II
Alcanzar una estrella II es una telenovela juvenil mexicana producida por Luis de Llano Macedo para Televisa, transmitida en 1991. Es la secuela de Alcanzar una estrella, que obtuvo gran éxito en 1990.
Protagonizada por Sasha, Ricky Martin, Pedro Fernández, Biby Gaytán, Angélica Rivera, Marisa de Lille y Erik Rubín quienes integraban al grupo ficticio Muñecos de Papel, con las participaciones antagónicas de José Alonso, Silvia Pasquel, Eduardo Palomo, Lorena Rojas, Gabriela Goldsmith, Héctor Suárez Gomís y Oscar Traven, la actuación infantil de Óscar Vallejo, las actuaciones estelares de Otto Sirgo, Luis Gimeno, Andrea Legarreta, Dacia González, Luis Bayardo y el regreso estelar a la televisión de Anel.
Los protagonistas de Alcanzar una estrella, Eduardo Capetillo y Mariana Garza, realizaron una participación especial en los primeros y últimos capítulos de la secuela.

## Argumento
Eduardo Casablanca lleva a cabo una convocatoria para formar un grupo musical pop, sin embargo, de último momento decide acompañar a su novia Lorena en una gira por Europa.
Con la ausencia de Eduardo, Alejandro Loredo es ahora quien está a cargo de formar el nuevo grupo. Después de que se haya realizado la convocatoria, Liliana anuncia en su programa de televisión a los 5 afortunados que formaran parte del grupo, Jessica, Silvana, Marimar, Jorge y Miguel Ángel y poco después Alejandro decide incluir a su segundo hijo Pablo dentro del proyecto. Ellos le dan vida a un popular grupo de música que lleva por nombre Muñecos de Papel, y se vuelve un éxito en todo el país.
Jessica es hija de Leonardo Lascuráin, un exitoso empresario, quien además se dedica al negocio de la piratería, su abuelo materno Don Odiseo Conti, le dejará una gran fortuna cuando él muera. Gabriel Loredo, el hijo mayor de Alejandro, busca casarse con Jessica solo para quedarse con la fortuna de su abuelo, pero ella decide no casarse y realiza su sueño de ser cantante dentro de la nueva agrupación, Jessica se enamora de Pablo, quien resulta ser el hermano de Gabriel y su compañero en el grupo.
Pablo llega a México para la boda de Gabriel, la cual no se realizó, él vuelve a su casa después de haber pasado dos años estudiando música en Puerto Rico, es bien recibido por su padre Alejandro y su hermana Claudia, a diferencia de su madre Paulina, a quien considera el peor de sus hijos, además de no tener una buena relación con su hermano Gabriel. Pablo se une a los Muñecos de Papel por petición de su padre, donde tiene como compañera a Jessica, de la cual se enamora, ambos se vuelven novios y luchan por su amor, ya que Gabriel quiere a toda costa quedarse con el amor de Jessica.
Silvana se debate en el mundo de las apariencias por robar cámara y convertirse algún día en solista, su madre Verónica es una gran diseñadora, también tiene una hermana llamada Laura, a quien siempre molesta por su apariencia, un secreto que Silvana no sabe de su madre es que ella tuvo una relación amorosa con Alejandro hace muchos años, pero esa relación no pudo ser ya que Alejandro era un hombre casado, y poco después de esa relación nació Silvana.
Miguel Ángel, es el solitario de todos, pero muy apasionado por lo que más le gusta, la música. Su madre Mariana es una gran actriz de telenovelas y su padre Gonzalo es abogado, por sus obligaciones no pasan mucho tiempo con Miguel Ángel y eso lo lleva hacer cosas irresponsables, pero en el fondo es bueno.
Marimar es una joven bella pero muy tímida que sufre por la represión de su madre Flora, quien siempre quiso ser artista y ve en Marimar lo que ella nunca pudo ser, Flora la lleva a la convocatoria del nuevo grupo y es aceptada. Dentro del grupo, Marimar conoce a Jorge y se vuelven mejores amigos, aunque ella se enamora de él, pero Flora prohíbe el amor de su hija con Jorge ya que lo único que le interesa es que Marimar se concentre en ser famosa.
Jorge es un buen muchacho de bajos recursos, es el mejor amigo de Pablo, trabaja como mesero en una cafetería, sueña con ser una gran estrella, razón por la que decide ir a la convocatoria del nuevo grupo, en la cual queda seleccionado. Jorge se hace amigo de Marimar, de la cual Jorge esta perdidamente enamorado.
Delfina es una joven minusválida, mejor amiga de Jessica, vive enamorada de Pablo, tras una operación volvió a caminar e ingreso al grupo en reemplazo de Silvana.
Estos siete jóvenes aprenderán que la vida de famoso no es tan fácil, y que habrá muchos obstáculos que deberán enfrentar para conseguir sus sueños.

## Elenco
- Eduardo Capetillo - Eduardo Casablanca
- Mariana Garza - Lorena Gaitán Roca / Melissa
- Sasha Sokol - Jessica Lascuráin Conti
- Ricky Martin - Pablo Loredo Muriel
- Angélica Rivera - Silvana Vélez
- Erik Rubín - Miguel Ángel Castellar
- Biby Gaytán - María del Mar "Marimar" Pérez
- Pedro Fernández - Jorge Puente
- Marisa de Lille - Delfina
- José Alonso - Leonardo Lascuráin
- Sylvia Pasquel - Paulina Muriel de Loredo
- Otto Sirgo - Alejandro Loredo
- Eduardo Palomo - Gabriel Loredo Muriel
- Luis Gimeno - Don Odiseo Conti
- Anel - Verónica Vélez
- Gabriela Goldsmith - Cristina Carrillo
- Angélica Ruvalcaba - Aurora Rueda
- Marcos Valdés - Amadeus Silva
- Óscar Traven - Roque Escamilla
- Daniel Martín - Joaquín de la Fuente
- Alejandro Ibarra - René / Felipe Rueda (escenas de flashback)
- Dacia González - María de la Luz "Lucha" de Rueda
- Luis Bayardo - Gustavo Rueda
- Andrea Legarreta - Adriana Mastreta de Lugo
- Héctor Suárez Gomís - Pedro Lugo
- Lorena Rojas - Sara del Río
- Mayra Rojas - Liliana Rojas
- Octavio Galindo - Octavio Parra
- Ernesto Yáñez - Martín Negrete "El Colorado"
- Luis Couturier - Gonzalo Castellar
- Rosangela Balbó - Mariana de Castellar
- María Prado - Clara de Puente
- Pedro Weber "Chatanuga" - Ricardo Puente
- Nancy Tamez - Trixi
- Amara Villafuerte - Laura Vélez
- Florencia Ferret - Claudia Loredo Muriel
- Lina Santos - Lina
- Paola Santoni - Beti
- David Ostrosky - Roberto Uribe
- Yuyú - Flora de Pérez
- Polo Ortín - Anselmo Pérez
- Sergio Sendel - Ricardo "Rico" Puente
- Mary Paz Banquells - Ivonne
- Benjamín Islas - Genaro
- Alejandra Israel - Ofelia
- Marcela Páez - Irene de De la Fuente
- Óscar Vallejo - Gaspar "Gasparín" Silva
- José Luis Salazar - Pedrito Lugo del Castillo
- Germán Novoa - Carlos Rueda
- Fernando Arau - Bernardo "El Barrabás"
- Margarita Isabel - Rita del Castillo de Mastreta
- Marisol Santacruz
- Alexandra Loretto
- Ricardo Mondragón
- Beatriz Monroy
- Ada Croner
- René Quiroz
- Fernando Gutiérrez
- Patricia Manterola
- Sergio Jurado
- Tito Reséndiz
- Wanda Seux - Lucrecia Magaña / Layla Soraya
- Germán Blando
- Alejandro Ávila
- Rommel Arteaga
- Cynthia Torach
- Karen Beatriz
- José Luis Padilla
- Nubia Martí
- Fernando Colunga
- Fandango - Ellas mismas

## Canciones

### Muñecos de papel
1. Siento - Sasha Sokol
2. Estrella de ilusión - Zarabanda
3. Fan Piras (As Sete Vampiras) - Gerardo García
4. Muñecos de papel - Muñecos de Papel
5. Deja - Gibrann
6. Para llegar - Angélica Rivera
7. Oro (Caça e Caçador) - Pedro Fernández
8. Juego de ajedrez - Ricky Martin
9. Enciendo una vela - Marianne
10. Banana - Garibaldi
11. Harto de extrañarte - Alejandro Ibarra
12. Amiga - Ulisses

- En esta versión no participan ni Bibi Gaytán ni Erik Rubín debido a diferencias entre las disqueras Melody y Columbia/Sony. Erick es reemplazado vocalmente por Alejandro Ibarra y Bibi por Sasha Sokol. Este tema es distinto a la versión de los créditos de la telenovela, en la que sí cantaban todos los integrantes del grupo.
- Algunos temas que aparecieron en escenas de la telenovela como El viento de la fama (interpretado por el grupo), Nada es tan fácil (interpretado por Angélica Rivera) y Cuando te veo pasar (interpretado por Ricky Martin) no fueron editados en ningún disco.

### Alcanzar una estrella II
1. No quiero dejar de brillar - Muñecos de Papel
2. Tan sólo una mujer - Biby Gaytán
3. Así quiero que sea mi vida - Marisa De Lille
4. Rebeldía - Marisa De Lille
5. Hacia el viento - Erik Rubín
6. Extraño ser niña - Angélica Ruvalcaba
7. Contaminación - Erik Rubín
8. Un lugar donde vivir - Héctor Suárez Gomís
9. Sólo quiero que me vuelvas a querer - Biby Gaytán
10. Energía es amor - Microchips
11. En un metro - Erik Rubín
12. Fíjate en mí - Bibi Gaytán

- En esta versión participa Marisa de Lille en la canción "No quiero dejar de brillar" como integrante de Muñecos de Papel.

## Antecedentes
- La actriz Angélica Rivera interpretó un personaje protagónico-antagónico el cual formaba parte del grupo musical ficticio "Muñecos de papel", dicho personaje tenía problemas típicos de una protagonista adolescente pero también realizaba maldades a sus compañeros de la agrupación debido a celos profesionales, en los capítulos finales recapacitaba sobre su mal comportamiento y pedía perdón.
- Los personajes de Héctor Suárez Gomís y Lorena Rojas fueron villanos en la original Alcanzar una estrella, donde al final recapacitaban y volvían al buen camino, sin embargo en esta secuela vuelven a ser villanos. El personaje de Héctor Suárez Gomís vuelve al mal camino al batallar en encontrar un trabajo y mantener a su esposa e hijo, mientras que el personaje de Lorena Rojas sin explicación alguna vuelve a ser villana. Los actores Oscar Traven, Ernesto Yáñez y Fernando Arau también interpretaron villanos en la primera parte, en esta secuela realizaron participaciones especiales en roles de villanos secundarios.
- En Venezuela el programa cómico Radio Rochela realizó una parodia del capítulo final de esta telenovela que se llamó Alcanzar una arepa. Dentro de la misma, el grupo musical se hizo llamar Muñecos de Papel Carbón.
  - Para la emisión en dicho país (a través de Radio Caracas Televisión) se empleó como cortina musical el tema Me enamoré, para la primera historia, y "Yo no quiero caminar sobre fuego", para la segunda parte, interpretados por Ruddy Rodríguez en su incursión como cantante.

## Versiones
- En 1992 se realizó una película titulada Más que alcanzar una estrella, inspirada tanto en Alcanzar una estrella como en su secuela.

## Premios y nominaciones

### Premios TVyNovelas 1992
| Categoría             | Nominado   | Resultado |
| --------------------- | ---------- | --------- |
| Mejor actor coestelar | Otto Sirgo | Ganador   |

### Premios Eres 1992
| Categoría       | Nominado             | Resultado |
| --------------- | -------------------- | --------- |
| Mejor productor | Luis de Llano Macedo | Ganador   |